# Dexipeus krasilnikovi
Dexipeus krasilnikovi (лат.) — вид жуков рода Dexipeus из подсемейства трубконосики (Dryophthorinae, Curculionidae). Эндемик Филиппин (остров Лусон).

## Описание
Жуки мелкого размера, вытянутой формы, слабо выпуклые. Длина тела от 3,4 до 3,8 мм. Основная окраска тела чёрная. Усики, вершины голеней и лапки красно-коричневые. Голова субконическая. Мандибулы маленькие. Рострум длинный, немного длиннее переднеспинки, примерно в 4 раза длиннее ширины на вершине и посередине, примерно в 3,6 раза длиннее ширины в основании, отчетливо изогнутый, густо пунктированный. Скутеллюм небольшой, треугольный. Надкрылья почти субпараллельные с продольными рёбрами, в основании в 2,0 раза длиннее ширины, посередине примерно в 1,4 раза длиннее ширины, на апикальной четверти в 2,1—2,2 раза длиннее ширины, в 1,9—2,0 раза длиннее переднеспинки.
Жгутик усиков состоит из 6 антенномеров. Глаза линейные, узко разделенными снизу. Лапки 5-члениковые.

## Классификация и этимология
Вид был впервые описан в 2021 году в российским колеоптерологом Андреем Александровичем Легаловым (Институт систематики и экологии животных СО РАН, Новосибирск) по типовому материалу с острова Лусон (Филиппины) и включён в состав рода Dexipeus из трибы Stromboscerini (подсемейство трубконосики, Dryophthorinae). Род Dexipeus ранее включал три вида, распространённых в Японии (D. uenoi) и Индонезии (D. costatus, D. fumosus). Новый вид близок к D. uenoi с Окинавы, но отличается от него менее грубо пунктированной переднеспинкой, с перетяжкой на вершине, без срединного валика и рострумом более длинным, чем переднеспинка. Видовое название D. krasilnikovi дано в честь биолога Владислава Алексеевича Красильникова (Мариинский Посад, Чувашия) за его научно-просветительскую работу.